# Рикванинский сельсовет
Рикванинский сельсовет — административно-территориальная единица и муниципальное образование со статусом сельского поселения в Ботлихском районе Дагестана Российской Федерации.
Административный центр — село Риквани.

## Население
| 2002  | 2010  | 2012  | 2013  | 2014  | 2015  | 2016  |
| ----- | ----- | ----- | ----- | ----- | ----- | ----- |
| 1054  | ↗1177 | ↗1186 | ↘1183 | ↘1172 | ↗1196 | ↗1210 |
| 2017  | 2018  | 2019  | 2020  | 2021  | 2023  | 2024  |
| ↗1219 | ↗1233 | ↗1250 | ↗1253 | ↘1146 | ↗1178 | ↗1205 |
| 2025  |       |       |       |       |       |       |
| ↗1226 |       |       |       |       |       |       |

## Состав
| № | Населённый пункт | Тип населённого пункта       | Население |
| - | ---------------- | ---------------------------- | --------- |
| 1 | Айтхан           | село                         | ↗5        |
| 2 | Джугут           | село                         | ↘301      |
| 3 | Риквани          | село, административный центр | ↗840      |